# Thérèse Neveu
Thérèse Louis Neveu, née Sicard le 12 janvier 1866 à Aubagne, et morte dans la même ville le 12 juillet 1946, est une santonnière française, sœur de Louis Sicard. 

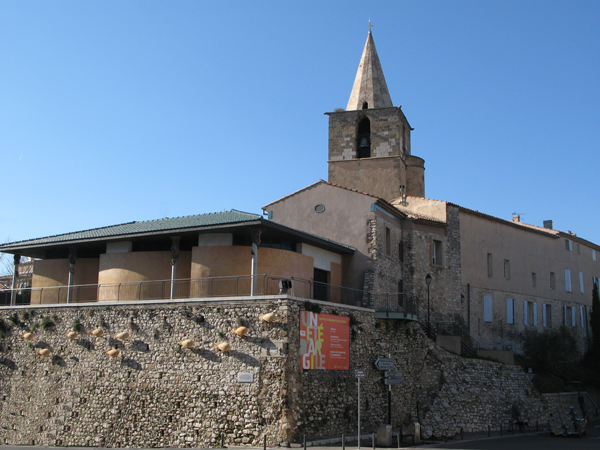
L'atelier Thérèse Neuveu, au se trouve désormais un musée "La Cité de l'Art Santonnier".

Elle est considérée comme une des créatrices du santon actuel, la mère du santon moderne du fait de la systématisation de la cuisson, mais aussi du renouvellement des types : la plupart des santonniers s'étaient contentés de surmouler les modèles de leurs prédécesseurs. Elle crée une centaine de modèles de santons en s'inspirant des Aubagnais qui l'entourent ou des personnes qu'elle rencontre, mais aussi de la littérature et du folklore provençal. À la fin de sa vie, par souci d'authenticité, elle faisait poser des personnes âgées dans les vêtements de leur jeunesse.
Depuis 1995, la Cour de Clastres à Aubagne, où elle a établi son atelier, accueille le musée Atelier Thérèse Neveu - Le petit monde de Marcel Pagnol. Réalisé par SCP Bonnet Gaubert, architectes dplg à Gémenos. 